# Sjövik
Sjövik (meerbaai) is een plaats in de gemeente Lerum in het landschap Västergötland en de provincie Västra Götalands län in Zweden. De plaats heeft 892 inwoners (2005) en een oppervlakte van 84 hectare. De plaats ligt aan de westkust van het meer Mjörn, op een afstand van ongeveer 40 kilometer van het centrum van Göteborg.

## Verkeer en vervoer
Bij de plaats loopt de Länsväg 190.